# 페어런트 트랩 (1998년 영화)
《페어런트 트랩》(The Parent Trap)는 에리히 케스트너의 1949년 아동문학 “쌍둥이 로테”를 원작으로 한 1998년 개봉 영화이다.
동명 원작인 1961년의 실사 영화의 리메이크이다. 1961년처럼 무대는 미국으로 바뀌어져있다.

## 줄거리
어릴 때 부모가 이혼해서 서로의 존재를 모른채로 자란 쌍둥이가 여름 캠프로 유연히 만나서 의기 투합해서 함께 살 수 있도록 부모의 재결합을 실행한다.

## 등장 인물
- 할리 파커/애니 제임스 역 : 린지 로언[주 1]
쌍둥이인 것을 알지 못하고 자란 11세 소녀들이다.
할리 파커는 아빠인 닉에게서 캘리포니아의 아빠가 운영하는 포도원에서 무럭무럭 자랐으며, 애니 제임스는 엄마인 엘리자베스 제임에게서 런던의 상류 가정에 자랐다.
- 닉 파커 역 : 데니스 퀘이드
쌍둥이 친부이다. 이혼 후에 할리 파커를 키웠다.
나파 밸리의 부유한 포도원 주인이다.
- 엘리자베스 제임스 역 : 너태샤 리처드슨
쌍둥이의 친모이다. 이혼 후에 애니 제임스를 키웠다.
런던의 유명한 웨딩 드레스 디자이너이다.
- 메르디스 블레이크 역 : 일레인 헨드릭스
닉 파커의 약혼녀이다. 닉 파커의 재산을 노리고 있다.
- 첼시 역 : 리사 앤 월터
파커 가의 가정부이다.
- 마틴 역 : 사이먼 컨즈
제임스 가의 집사이다.
- 마바 컬프 시니어 역 : 폴리 홀리데이
여름 캠프 주최자이다.
- 마바 컬프 주니어 역 : 매기 휠러

마바 컬프 시니어의 딸이며 보조를 맡고 있다.
- 찰스 제임스 역 : 로니 스티븐스
쌍둥이의 할아버지이다. 엘리자베스 제임스의 친부이다.
- 빅키 블레이크 역 : 조안나 반스
메르디스 블레이크의 친모이다.

## 1961년판과의 차이
이야기 전개는 거의 같지만 무대가 영화 개봉 당시(1998년)에 변경됐으며 대부분의 등장인물 이름이 바뀌어 있다. 또, 주인공인 쌍둥이의 연령이 14세에서 11세로 낮아졌다. 보스턴과 캘리포니아로 미국 서해안과 동해안이였던 것이 아예 다른 나라인 런던과 캘리포니아로 바뀌었다.
그리고, 친모 쪽의 할아버지나 친부가 고용하는 남성 하인이 등장하지만 이번 작품에서는 등장하지 않는다. 친부 미치의 하인인 남성이 쌍둥이를 돕지만 이번 작품에서는 친모 쪽의 집사와 친부 쪽의 가정부가 쌍둥이의 편이 되며 두 사람의 연애 에피소드를 그려가고 있다.

## 에피소드
할리 파커가 애니 제임스의 귀에 귀걸이 구멍을 내는 장면이 있지만 일본에서는 제거되어 있다.
쌍둥이의 친부 닉 파커와 재산을 보고 하는 결혼을 하려는 메르디스 블레이크의 친모인 빅키 블레이크를 연기한 조안나 반스는 1961년판에서는 쌍둥이의 친부 미치와 재산을 보고 하는 결혼을 하려고 하는 빅키 로빈슨 역으로 출연하고 있다.
또, 메르디스 블레이크의 전화 상대로 알려진 모스비 신부는 1961년판에서 쌍둥이의 친부 미치와 빅키의 결혼식을 거행하기 위해서 초대 받으며 최종적으로는 쌍둥이의 부모의 재혼식을 거행한 목사이다.

## KBS 성우진 (2003년 5월 5일)
- 정미숙 - 할리 파커(린지 로언)
- 문선희 - 애니 제임스(린지 로언)
- 엄주환 - 닉 파커(데니스 퀘이드)
- 송덕희 - 엘리자베스 제임스(너태샤 리처드슨)
- 최흘
- 김정호
- 임은정
- 장승길
- 김혜미
- 조진숙
- 손선근
- 은미
- 김혜주

### 내용주
1. ↑  대역은 에린 맥키가 맡았다.

### 참조주
1. ↑  1961년판의 각본.
2. 1 2  “The Parent Trap (1998)”. 《박스 오피스 모조》 (영어). Amazon.com. 2012년 4월 11일에 확인함.

## 같이 보기
- 쌍둥이 로테 (애니메이션) - 동명 원작의 일본 TV 애니메이션
- 페어런트 트랩 (1961년 영화) - 동명 원작의 1961년 실사 영화